# لوون مارتیروسیان
لوون یوریکی مارتیروسیان (Լևոն Յուրիկի Մարտիրոսյան؛ زادهٔ ۱۹ فوریهٔ ۱۹۷۶) یک دیپلمات اهل ارمنستان است که از تاریخ ۲۰۱۷ تا تاریخ ۲۰۱۹ سمت سفارت ارمنستان در کانادا را برعهده داشت.։

## زندگی‌نامه
در ۱۹ فوریه ۱۹۷۶ در ایروان به دنیا آمد